# Björsäter
Björsäter est une localité de Suède dans la commune d'Åtvidaberg située dans le comté d'Östergötland.
Sa population était de 403 habitants en 2019.